# Hansjörg Trachsel
Hansjörg Trachsel (* 30. August 1948; heimatberechtigt in Celerina und Rüeggisberg) ist ein Schweizer Politiker und ehemaliger Bobfahrer.

## Beruflicher Werdegang
Die Primar- und die Sekundarschule durchlief Trachsel in Herzogenbuchsee. Er absolvierte 1964–1967 eine Lehre als Eisenbetonzeichner in Langenthal und schloss 1970 in Burgdorf als Bauingenieur HTL ab. 1970/71 war die Stahlton AG in Zürich seine Arbeitgeberin, 1971 stiess er zur Edy Toscano AG in Zürich. 1974 wurde er Niederlassungsleiter in Pontresina und stieg 1994 zum Präsidenten der Gesamtleitung auf. Von 2004 bis 2014 war er hauptamtlicher Regierungsrat des Kantons Graubünden.

## Sport
Trachsel war von 1974 bis 1980 Mitglied der Bob-Nationalmannschaft. 1977 wurde er Vizeweltmeister, und an der WM 1979 gewann er eine Bronzemedaille. Mehrfach war er Rennleiter oder OK-Präsident bei sportlichen Veranstaltungen. 1992–2005 war er Vizepräsident des Internationalen Bobverbands (FIBT) und für die Prüfung der Kandidaturen für Olympische Winterspiele des IOC zuständig. Seit 2005 ist Hansjörg Trachsel Ehrenmitglied des Internationalen Bobverbands (FIBT).

## Politik
Trachsel begann seinen politischen Werdegang als Mitglied der Schweizerischen Volkspartei, deren Kantonalpräsident er 1985–1990 war. Von 1985 bis zu seiner Wahl in den Regierungsrat war er Mitglied des Grossen Rates, wo er 1997/98 die Geschäftsprüfungskommission präsidierte. 1987–1996 war er Gemeindepräsident von Celerina. Seit 1997 präsidiert er dort den Handels- und Gewerbeverein.
Als Regierungsrat leitete er seit dem Januar 2005 das kantonale Departement des Innern und der Volkswirtschaft und übernahm im Jahre 2009 das rotierende Amt des Regierungspräsidenten. Im Auftrag von Regierungsrat Trachsel begleitet unter der Leitung des Amts für Wirtschaft und Tourismus eine breit abgestützte Expertengruppe das Projekt Bündner Tourismusreform (Wettbewerbsfähige Strukturen und Aufgabenteilungen im Bündner Tourismus). Als Präsident des Lenkungsausschusses war Regierungsrat Trachsel für die Eingabe der Kandidatur Bahnstrecke Thusis–Tirano als UNESCO-Weltkulturerbe verantwortlich.
Als 2008 in der Folge der Wahl von Eveline Widmer-Schlumpf in den Bundesrat aus der SVP des Kantons Graubünden die BDP Graubünden hervorging, entschied sich Trachsel für einen Verbleib bei der BDP.